# Simon Nicol
Simon Nicol, född Simon John Breckenridge Nicol 13 oktober 1950 i Muswell Hill i Haringey i London, är en brittisk gitarrist och sångare. Han var med och startade Fairport Convention 1967. Han lämnade gruppen i början av 1970-talet, för att återkomma 1977. Numera är Nicol gruppens enda originalmedlem.
Nicol har även spelat med Albion Band i flera olika uppsättningar, gjort två duoskivor med Dave Swarbrick och två soloskivor. Han har även producerat skivor för andra grupper, bland annat Five Hand Reel.
Nicol har under perioder turnerat som kompgitarrist åt andra, som Richard Thompson och Art Garfunkel.

## Diskografi (urval)
- (Se även Fairport Convention)

Soloalbum
- Before Your Time (1987)
- Consonant Please Carol (1992)

Med Dave Swarbrick
- In the Club (1981)
- Live at the White Bear (White Bear Records, 1982)
- Close to the Wind (Woodworm, 1984)
- Close to the White Bear (1998)

Med Richard och Linda Thompson
- I Want to See the Bright Lights Tonight (Island, 1974)
- First Light (Chrysalis, 1978)
- Sunnyvista (Chrysalis, 1979)
- Shoot Out the Lights (Hannibal, 1982)
- End of the Rainbow – An Introduction To Richard & Linda Thompson (Island, 2002)